# Uldino
Uldino ou Huldino (m. antes de 412) foi um dos primeiros governantes dos hunos mencionados nas fontes pelo nome.

## Etimologia
O nome do monarca huno é registrado como Uldes (Ουλδης) por Sozomeno, Uldin por Orósio e Huldin pelo Conde Marcelino. Como as variantes latinos mostram, terminou em -n, não com o sufixo grego -s. A raiz do étimo é o verbo öl-, que sobreviveu no mongol olje, ol-jei ("auspício, felicidade, boa sorte"). O sufixo médio jei era inicialmente *di + ge, assim *öl-jige > öl-dige. Ao vez do ge mongol, o huno tem sufixo n. A forma reconstruída é *öl-di-n (auspício, feliz, sortudo, ditoso).

## Vida

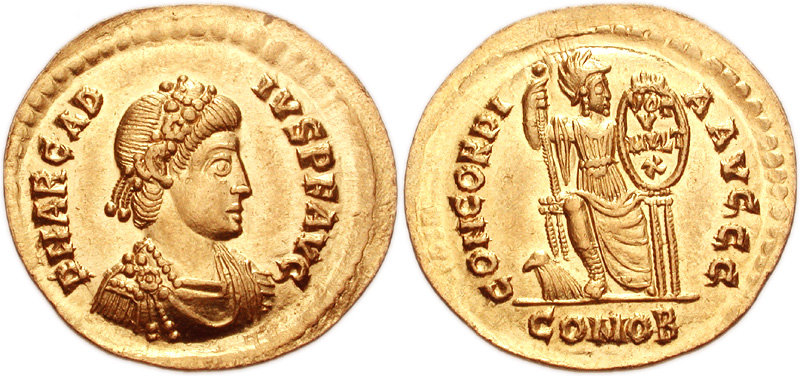
Soldo de ouro de Arcádio r.

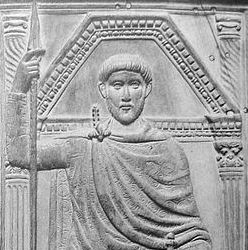
Estilicão num detalhe de seu díptico

Em 400, Uldino governou a Muntênia, na moderna Romênia Oriental do rio Olt. A extensão de seu reino ao norte e leste é desconhecida, mas para oeste provavelmente alcançou as margens do Danúbio onde os hunos acamparam desde 378-380. Quando Gainas, antigo mestre dos soldados na presença, com seus apoiantes godos, fugiu através das fronteiras do Império Bizantino para "sua terra natal", Uldino "não achou seguro permitir um bárbaro com um exército seu ocupar habitações além do Danúbio", e atacou-o. Os hunos foram vitorioso, e Gainas foi morto, e 11 dias depois sua cabeça foi exibida em Constantinopla para deleite do imperador Arcádio (r. 395–408).
Mais adiante, no outono de 404 e em 405, segundo Sozomeno:
| “ | Sobre este tempo as dissensões pelas quais a Igreja foi agitada foram acompanhadas, como é frequentemente o caso, por distúrbios e comoções no Estado. Os hunos cruzaram o Íster [Danúbio] e devastaram a Trácia. Os salteadores na Isáuria, reunidos em grande força, atacaram as cidades e vilas entre a Cária e Fenícia. | ” |

Em 406, Uldino e Saro, o Godo foram convocados pelo mestre dos soldados do Império Romano Ocidental Estilicão para ajudar a derrotar a invasão da Itália encabeçada pelos godos liderados pelo rei Radagaiso. Orósio calculou 200 000 godos. Na Batalha de Fésulas (406), auxiliares hunos circundaram uma parcela significativa dos godos, e Radagaiso tentou escapar, mas foi capturado e executado em abril de 406. Considera-se que os godos de Radagaiso haviam fugido das terras hunas, que por sua vez foram empurrados mais a oeste por outras tribos nômades do Oriente.
No verão de 408, os hunos foram informados que Estilicão não repeliria os visigodos de Alarico I da Prefeitura pretoriana da Ilíria e que as tropas romanas orientais haviam sido transferidas para a fronteira com o Império Sassânida e aproveitaram-se disso para entrar nos Bálcãs e Trácia. Os hunos capturaram o Castro de Marte (Castra Martis) na Dácia Ripense. O teólogo Jerônimo mencionou-os como "povos ferozes" (feras gentes) "cuja face e língua são terríveis, que exibem rostos femininos e profundamente cortados, e que perfuram as costas de homem de barba enquanto fugiam".

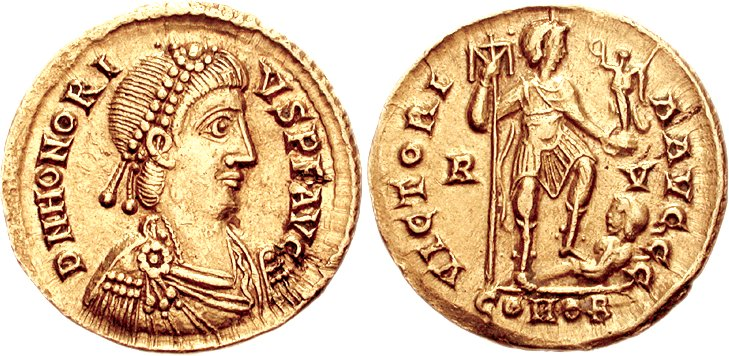
Soldo de Honório r.

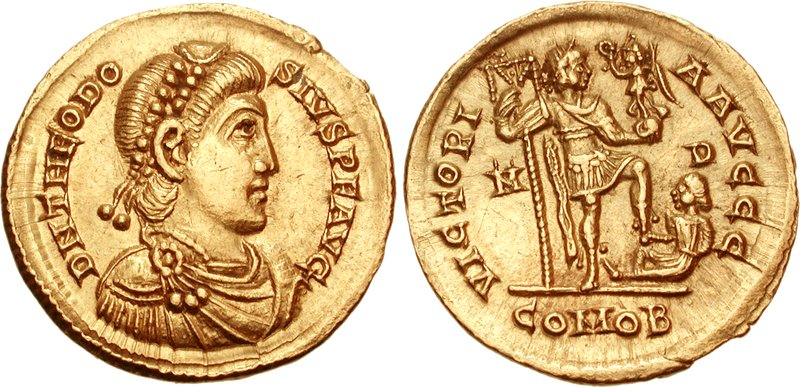
Soldo de r.

Sozomeno reconta uma séria situação quando o comandante romano propôs uma paz com Uldino, que respondeu-lhe "apontando para o sol nascente e declarando que seria fácil para ele, se ele assim desejasse, subjugar cada região da terra iluminada por aquele astro". Enquanto Uldino procurou um grande tributo para evitar o deflagrar da guerra, seus oikeioi e locago refletiram na forma romana de governo, a filantropia do imperador e a prontidão em recompensar os melhores homens. Um número suficientemente grande de hunos uniu-se aos romanos, ao passo que Uldino teve altas baixas e perdeu a tribo inteira dos esciros (principalmente infantes), o que forçou-o a recruzar o Danúbio em 23 de março de 409. No verão ou outono de 409, as forças militares da Dalmácia, Panônia Prima, Nórica e Récia foram confiadas pelo imperador ocidental Honório (r. 395–423) ao conde pagão Generido para que repelisse os raides hunos.
Este evento mostra que o poder real de Uldino gradualmente enfraqueceu em seus últimos anos. Entre 408-410 registra-se uma inatividade dos hunos e a razão para eles não atacarem os visigodos de Alarico I na Panônia Secunda e Panônia Sávia, apesar de serem aliados do Império Romano Ocidental, deveu-se ao fato dos últimos terem lutado sob Uldino na Ilíria e Trácia. Algumas guarnições hunas foram incorporadas no exército romano ocidental liderado por Estilicão, bem como em Ravena. No verão de 409, um força de 10 000 soldados hunos foi convocada para assistir Honório, mas foi provavelmente de apenas alguns milhares para não conseguir parar Alarico I de saquear Roma em 410. Zósimo relata que no final de 409, alguns grupos de hunos uniram-se na Panônia Prima aos visigodos que montaram rumo a Itália.
No mesmo período a aliança huno-alana terminou. Em 394, apenas os alanos transdanubianos liderados por Saul (não o hebreu, mas o iraniano Σαυλιος) uniram-se ao imperador Teodósio I (r. 378–395), em 398 serviram Estilicão e ainda sob Saul em 402. Desde 406, os alanos não são mencionados como aliados dos hunos, e muitos deles uniram-se aos vândalos que cruzaram o Reno no final de 406 e foram para a Gália, Hispânia e África Proconsular. Isso poderia ser explicado por Orósio que reconta para 402: "Eu nada sei dos muitos conflitos intestinos entre os bárbaros, quando duas cunhas dos godos, e então os alanos e hunos, destruíram uns aos outros em abate mútuo". Os nobres hunos possuíam nomes turquizados ou germanizados, e muito poucos alanizados. Alguns alanos provavelmente ficaram, mas desempenharam um papel menor entre os hunos.